# 中华人民共和国居民计划配给体制
中华人民共和国居民计划配给体制，始于中华人民共和国成立之初。中国大陆在相当长的时间（1950年代～1980年代）内推行计划经济，推行之初受到冷战的国际形势大气候以及刚结束日本侵华、第二次国共内战的影响，面临粮食等生活资料匮乏的问题，为了尽快恢复生产，度过难关，中共借鉴了苏联的模式，针对城乡居民的基本生活物资实行“定量供给”。
1953年起，中国政府开始对粮食实行统购统销，并于1955年在城市实行粮食配给，直到80年代才取消了这个制度，因配给体制而存在的供应票证在1992年被废除。
所谓粮食配给，是以粮食、副食品及家庭日用品配给为其主要内容，按人口规定指标，与户籍制度紧密挂钩，面对城镇居民实行的凭票供应制。在这种凭票配给制中，除粮食、布料外，占当时中国人口绝大多数的农民被排除在供给体制外。而对于领导干部，尤其是高级干部，则实行特供制度，使他们可以获得比普通民众更多、更优质的日常供应。90年代，物资供应日渐丰富，该供给体制才逐渐退出城镇居民的日常生活。

## 粮食
粮食计划供给体制（或称“粮食计划供应体制”、“粮食计划体制”或“粮食定量供应”）指一个国家或地方在特定时期或特定的历史条件下，为确保居民的基本粮食供给而推行的粮食计划供給制，属于政治和经济学范畴。

### 中国大陆的农村
计划经济时代，推行农村基本粮食保障政策；非粮产区特别是农场、林场等实行定量供给，通过地方政府统筹来实现。
- 五保户的救济主要体现在的基本口粮的保证上。解决途径，一是由生产队集体提留解决，二是由村级统筹解决，但很少由乡镇统筹解决。基本口粮以粮食体现，按年或按月、按季提供。以稻谷为例，在1970年代及其以前时期为150～200公斤，1980年代开始，200～300公斤。
- 农业生产组织（生产队）出现粮食欠收时，粮食分配可能出现整体水平低于基本粮食保障线，此时则由当地政府拨给返销粮作为补充。

### 中国大陆的城市
城市、集镇的非农业人口（以户籍为准）的粮食计划指标的落实通过“粮食户口”（居民粮食供应本）作为载体来实现。一定的区域范围内（以居民委员会为单位）在指定的国有粮店凭“居民粮食供应本”即可购买到计划粮食，也可以在指定国有粮店凭“居民粮食供应本”领取相同数额的“粮票”。粮食指标数对应于相同数量的大米或精制面粉及其成品数量（重量）。
在推行以前，曾出现过粮食配给制，主要局部范围如军队、学校或战时机关。粮食供应的计划指标分为“国家计划”的国家粮和“地方统筹”的地方粮（又称为“统筹粮”）。“国家计划”对象多为地级市、省会城市、直辖市和重要厂矿企业；“地方统筹”则多为一般城市、县级政府驻地和集镇。“粮食计划供给体制”为全国城镇居民的基本粮食保障制度，也是当时广大农民及其子弟所追求的重要目标，1990年代前后曾出现全国性的“买户口”的现象，直至1992年全国取消粮票为止才淡出历史舞台，但作为保证的“居民粮食供应本”到2005年仍旧在大多数城镇居民家庭一直保存着。

### 指标流动
人口流动特别是城乡之间的流动必须伴随粮食指标的流动，以“粮票”为标志。
- 农村工作流入城市如农家子弟被招工、农转非、农民子弟寄宿学习等，城乡二种不同供给制度的情况下，通过粮食划拨来实现，其载体为“划拨粮票”。
- 城镇居民流入农村工作，如干部下乡等，在饭店或农户就餐付款的同时必须支付粮票。
- 粮食交易必须支付粮票，否则必须购买“议价粮”；当局如果禁止粮食自由买卖，那么成为“黑市粮”。在大型国有商店购买粮食制品，没有粮票不能达成交易；在部分小型商店购买，无粮票可以折换为现金支付。进入1980年前后，涌现很多家庭开设的个体商店（便利店、代销店），在此购买粮食制品无需支付粮票，但比同种物品价格略高。
- 没有户口的城市居民，称为吃“黑市粮”。
- 农村粮食欠收，凭指标到国有粮店购买，称为吃“返销粮”。

## 其它商品

### 城镇居民
城市居民购买副食品、家庭日用品皆需票证。购买副食品的票证有肉票、糖票、豆制品票、鸡蛋票、油票等。北京市得益于首都的地位，获得较为充裕的物资供给。尤其是在三年大饥荒时期，中共中央下令全国以“政治大局”为重，压缩本地民众基本需求，全力“支援”北京。上海市由于是中国经济中心和最重要的轻工业基地的关系，则可以在文化大革命期间向市民敞开供应猪肉，而无需票证。
城市居民日常使用的的票证，有布票、煤票、肥皂票、自行车票等。普通民众所希望拥有的四大件——缝纫机、自行车、手表及收音机。皆需要凭票购买。

### 农村居民
在户籍制度下，农民和农村居民的身份是重叠的。农民生产的农产品由政府进行统购统销。所谓粮食统购统销，是国家给各省确定了粮食征购的指标，并以固定价格从农村征购，剩下的粮食用于农民定量的口粮，种子，饲料和地方储备粮。农民的粮食分配一部分按人头，一部分按“工分”确定，后者根据他们在生产合作社和后来的人民公社的劳勤情况来统计。国家征购粮食后，也有一部分再转分到农村，根据农村的缺粮程度计算配额。由于农民没有获得除粮食和布料外的其他生活物资的配额，为补不足只能承受农产品和工业品之间的剪刀差交换。有观点认为通过统购统销，中国农村和农民在1950年代至1980年代被国家剥削，最终“一贫如洗”。
除布票外，针对农民发放的购物劵，是政府超额收购农产品后给予的奖励。这种奖励，并非针对农业人口进行的普遍配给。无法获得奖励的农民，通常用自家饲养的鸡或鸡蛋换取购物劵，用以购买日用工业品。更为困难的家庭只能使用布票换购，而当时人均全年定额仅够制作一身衣服。